# 終わった恋の唄
終わった恋の唄（おわったこいのうた）は、1998年11月21日にリリースされたhàlの6thシングル。CDコードはVIDL-30362。

## 解説
- M-1は、1999年発表のアルバム『二十歳のころ』にはアレンジの異なる「SEA Ver.」として収録された。表題曲のシングル・ヴァージョンとM-2はアルバム未収録となっており、このシングルでしか聴くことができない。
- M-3のstack-o-trackとは、インスト版、すなわちカラオケ版の意味である。大橋伸行により、ビーチボーイズのヴォーカルレスアルバムから取られている。
- 初回限定パッケージと銘打たれているが、通常盤の出荷は確認されていない。

## 収録曲
1. 終わった恋の唄
  - 作詞・作曲：hàl／編曲：高野勲
2. テノヒラ
  - 作詞・作曲：hàl／編曲：大橋伸行
3. 終わった恋の唄 (stack-o-track) 
  - 作曲：hàl／編曲：高野勲